# Strikeforce: Houston
Strikeforce: Houston foi um evento de artes marciais mistas promovido pelo Strikeforce, ocorrido em 21 de agosto de 2010 no Toyota Center em Houston, Texas.

## Background
Após Jake Shields vagar o Cinturão Peso Médio do Strikeforce, houve muitas especulações que haveria um torneio pelo título. Porém, o Strikeforce anunciou que Ronaldo Souza e Tim Kennedy iriam lutar pelo cinturão nesse evento.
André Galvão era originalmente esperado para enfrentar Nate Moore, porém Jorge Patino entrou em última hora no lugar do lesionado Moore.
As lutas preliminares entre Cormier/Riley e Galvão/Patino foram transmitidas ao vivo no Sherdog.com.
Essa foi a último evento do Strikeforce com seu logo original. A promoção estreou seu novo & final logo no Strikeforce: Diaz vs. Noons II em Outubro de 2010.
O evento teve audiência de aproximadamente 367,000 telespectadores, com o pico de 470,000 na Showtime.

## Ligações Externas
1. ↑  Pelo Cinturão Meio Pesado do Strikeforce.
2. ↑  Pelo Cinturão Peso Médio do Strikeforce.